# Федорова Тетяна Семенівна
Федорова Тетяна Семенівна (24 жовтня 1944 року, м. Умань, Черкаської області) — українська майстриня-лялькарка, член Національної спілки майстрів народного мистецтва України (1998), член Національної спілки журналістів України (1984), майстер декоративно-прикладного мистецтва з 1994 року (Національна спілка художників України).
У творчому доробку майстрині понад 500 ляльок. Більшість із них у приватних колекціях США, Канади, Англії, Франції, Німеччини, Голландії, Іспанії, Ізраїлю, Італії, Ливану та ін. Починаючи з 1994 року ляльки Тетяни Федорової з успіхом експонувалися в престижних столичних залах, у Вінниці, Луганську, Чернівцях, рідному Ірпені, Ворзелі на десятках групових і персональних виставок. Посол України в Сінгапурі Віктор Маштабей запросив її взяти участь у Днях української культури, де у травні 2008 року майстриня з своїми ляльками презентувала Україну в Сінгапурі. Постійний учасник виставок та фестивалів народного мистецтва України.

## Біографія та мистецька діяльність
Закінчила Ірпінську середню школу № 1 імені Макаренка, 1961 р.
Закінчила Київський державний університет імені Тараса Шевченка (філологічний факультет, українська мова та література) , 1969 р. Майстер декоративно-прикладного мистецтва (з 1994 р.)
Член Національної спілки майстрів народного мистецтва (з 1998 р.)
Член Спілки журналістів України (з 1984 р.).
1970—1992 — на видавничій та журналістській роботі.
Автор багатьох літературо- та мистецтвознавчих публікацій. У царині етнографічної ляльки та ляльки в історичному костюмі — з 1992 р.
Вперше в Україні за історичними, науковими, образотворчими та літературними джерелами реконструювала у формі етно-моделей (мініатюра 18-20 см) зразки народного одягу регіонів України, а також історичного костюма.
З 1993 р. донині — працює в співавторстві з Євгеном Москаленком (концепція етно-моделей, порцелянові деталі ляльок).
Серія ляльок в народному одязі усіх областей України, а також представників різних верств населення періоду Київської Русі (1995—1997 рр.)
Серія ляльок за творами Івана Гончара (1998 р.)
Серія ляльок у національному одязі країн СНД (1997—1998 рр.)
Серія «Козацтво» (6 персон) — 2000 рік.
Лялькова композиція «Українське весілля минулих літ» (18 персон) — 2000 рік.
Наприкінці 2001 року «народилися» перші м'які авторські етнографічні ляльки. До сьогодні їх виготовлено 47. Вони поєднують традиційність (виготовляються із застосуванням тільки ручної роботи і використанням давнього методу — намотування на основу) та ексклюзивність (кожна лялька єдина в своєму роді).
Реконструювала у формі ляльок такі історичні постаті: — Байда (Вишневецький) — засновник Січі Запорозької. — Гетьман Богдан Хмельницький — Гетьман Іван Мазепа. — Гетьман Пилип Орлик. — Полковник, герой Берестецької битви (1651 р.) Іван Богун — Галицький священик Йосафат — Київський митрополит Петро Могила — Князь та княгиня Острозькі (16 ст.) — Роксолана і Сулейман Пишний — славетний український філософ Григорій Савич Сковорода.  — Святі: Петро, Пилип, Андрій Первозваний, Марія та Ганна. — Міфологічні (літературні) образи: Мавка і Лукаш, праматір скіфів Апі, Польова царівна, Перелесник тощо. Нещодавно закінчила серію ляльок (порцеляна, текстиль) « Доба Відродження» (Україна, Італія, Польща, Німеччина, Іспанія, Англія, Франція). У доробку мисткині також є лялькові композиції « Що в нашого Омелечка…», «Мавка і Лукаш», «Засвіт встали козаченьки», «Зустрів козак дівчиноньку», «Вертеп», «Зимонька — зима».

## Нагороди
Нагороджена Почесною грамотою Міністерства культури і мистецтв України «За сумлінну працю та високий професіоналізм» (2003 р.). Заслужений майстер народної творчості України (2009), лауреат премій імені Данила Щербаківського (2009), Київської обласної імені Петра Верни (2013), Мистецької премії «Київ» імені Сергія Колоса (2018).